# Boeing Model 493
Boeing Model 493 là một thiết kế máy bay vận tải cỡ lớn, sử dụng động cơ turboshaft, do hãng Boeing phát triển đầu thập niên 1950, nhưng dự án này đã bị hủy bỏ, không chiếc nào được chế tạo.